# Offshore-Windpark East Anglia
East Anglia ist die Bezeichnung von mehreren vorgesehenen Offshore-Windparks in der englischen Ausschließlichen Wirtschaftszone des Vereinigten Königreiches in der Nordsee, von denen der erste 2020 in Betrieb genommen wurde. Bis zu sechs verschiedene Windparks mit einer Leistung von 7200 MW könnten realisiert werden. Die Bezeichnung East Anglia steht in Verbindung zur Region Ostanglien.
Mit dem Bau des Teilprojektes East Anglia One wurde im April 2018 begonnen. Bis 2020 war der Bau abgeschlossen. East Anglia One kann fast 600.000 Haushalte mit Strom versorgen. Der Teilbereich East Anglia Three wurde im August 2017 genehmigt.

## East Anglia One
Nach einer Ausschreibung der britischen Regierung wurde das Teilgebiet One im Februar 2015 für 714 Megawatt mit 119,89 £ pro Megawattstunde bezuschlagt. Über einen Differenzkontrakt wird die Einspeisevergütung für den Strom dem Betreiber für 15 Jahre staatlich zugesichert (Barwert von 2012). Erfolgreicher Bieter war die East Anglia One Limited, eine Betreibergesellschaft von ScottishPower Renewables. Der Projektierer ernannte im Juni 2015 Siemens Gamesa zum bevorzugten Lieferanten. Insgesamt wurden 102 Siemens Gamesa SWT-7.0-154-Turbinen mit jeweils 7 MW aufgebaut, die eine installierte Leistung von 714 MW haben. Die Investitionssumme wurde mit 2½ Mrd. £ beziffert.

### Geschichte und Bau
Im Februar 2016 gab ScottishPower Renewables bekannt, seine endgültige Entscheidung für die Investition in East Anglia One getroffen zu haben. Von April 2018 bis Juli 2019 wurden die 102 Fundamente installiert. Das Unternehmen Van Oord übernahm dabei sämtliche Transport- und Installations-Arbeiten. Die Fundamente sind vom dreibeinigen Jacket-Typ (65 Meter Höhe), die von den Unternehmen Lamprell sowie einem Joint-Venture aus Navantia und Windar hergestellt wurden und über die niederländische Hafenstadt Vlissingen angeliefert wurden. Die erste Turbine wurde am 12. Juni 2019 installiert. Die Turbinen und die Rotorblätter wurden in Great Yarmouth vormontiert und für den Seetransport verladen.
Bereits im August 2018 wurde die bei Navantia in Puerto Real (Spanien) gebaute 167 Meter hohe Umspannplattform („Andalusia II“) installiert. Hier wird der von den 102 Windenergieanlagen produzierte Strom von 66 kV auf 220 kV umgespannt und über zwei 85 Kilometer lange Seekabel zum Land transportiert, wo er in Bramford (Suffolk) in das britische Stromnetz eingespeist wird. Die Überwachung und Steuerung des Windparks erfolgt vom Wartungszentrum im Hafen in Lowestoft.

## East Anglia One North
Der Teilbereich East Anglia One North befindet sich im Planungsstadium. Dort würden nach den Angaben von ScottishPower Renewables Anlagen für 800 MW auf einer Fläche von 209 km² realisiert werden.

## East Anglia Two
Etwa 37 Kilometer vor der Küste der Stadt Lowestoft befindet sich der Teilbereich East Anglia Two, in dem 900 MW auf einer Fläche von 257 km² installiert werden könnten. Er befindet sich im Planungsstadium. Die Netzanbindung wird Hitachi Energy realisieren. Die Kabel für eine Spannung von 275 kV (Wechselspannung) liefert Nexans. Die Verlegearbeiten wird Seaway7 übernehmen. Die Monopiles und Übergangsstücke werden von Sif und Smulders in ihren Werken in Maasvlakte 2, Roermond und Hoboken gefertigt. Die Errichtung der Windkraftanlagen wird Cadeler übernehmen.

## East Anglia Three
East Anglia Three ist ein weiterer Teilbereich, der im August 2017 genehmigt wurde. Das Ausschreibungsverfahren lief bis Dezember 2016. Die Haizea Wind Group stellt 50 Monopiles für die Gründung her, die übrigen 45 Monopiles werden von Navantia Seanergies und Windar Renovables hergestellt. Alle 95 Übergangsstücke kommen ebenfalls von Windar. Teile des Stroms (jährlich 700 GWh bzw. 159 MW) werden über Energielieferverträge mit langjähriger Laufzeit an den Onlineversandhändler Amazon geliefert.